# Macrophiothrix virgata
Macrophiothrix virgata är en ormstjärneart. Macrophiothrix virgata ingår i släktet Macrophiothrix och familjen Ophiothrichidae. Inga underarter finns listade i Catalogue of Life.